# Congreso por la Libertad de la Cultura
El Congreso por la Libertad de la Cultura (en inglés: Congress for Cultural Freedom, CCF) fue un grupo de presión anticomunista fundado en 1950. En su momento cumbre, el CCF estuvo activo en 35 países. En 1966 se reveló que se trataba de una organización tapadera de la Agencia Central de Inteligencia de los Estados Unidos.

## Orígenes (1948-1950)
La formación del CCF se gestó en respuesta a una serie de eventos promovidos por la Unión Soviética: el Congreso Mundial de Intelectuales por la Paz en Breslavia (Polonia) en agosto de 1948, el Congreso Mundial de Partisanos por la Paz en París (Francia) en 1949. y su culminación con la creación del Consejo Mundial de la Paz, que en marzo de 1950 lanzó el Llamamiento de Estocolmo.
 Como parte de esta campaña también se realizó en marzo de 1949 el Cultural and Scientific Conference for World Peace en el hotel Waldorf Astoria en Nueva York al que asistieron estadounidenses notables que llamaban a la paz con la Unión Soviética.
El Congreso por la Libertad de la Cultura (CCF) fue fundado el 26 de junio de 1950 en Berlín Oeste (Alemania Occidental), que se enfrentaba a meses de bloqueo soviético. Su propósito declarado era encontrar modos de contrarrestar la visión de que la democracia liberal era menos compatible con la cultura que el comunismo. En términos prácticos, trató de cuestionar las simpatías hacia la Unión Soviética que sostenían muchos intelectuales occidentales y compañero de ruta.[cita requerida]
A la conferencia fundacional del CCF asistieron líderes intelectuales de Estados Unidos y Europa Occidental como Franz Borkenau, Karl Jaspers, John Dewey, Ignazio Silone, James Burnham, Hugh Trevor-Roper, Arthur Schlesinger, Jr., Bertrand Russell, Ernst Reuter, Raymond Aron, Alfred Ayer, Benedetto Croce, Arthur Koestler, Richard Löwenthal, Melvin J. Lasky, Tennessee Williams y Sidney Hook. Los asistentes eran principalmente de izquierda no comunista y, en menor medida, conservadores.
 También asistió el neoconservador Irving Kristol

## Comité ejecutivo y secretariado
El comité ejecutivo fue elegido en 1950 en la conferencia fundacional en Berlín, con siete miembros y seis sustitutos: Irving Brown (Haakon Lie), Arthur Koestler (Raymond Aron), Eugen Kogon (Carlo Schmid), David Rousset (Georges Altman), Ignazio Silone (Nicola Chiaromonte), Stephen Spender (Tosco Fyvel) y Denis de Rougemont, que se convirtió en el presidente del comité.
La gestión del CCF se confió a su secretariado, encabezado por Michael Josselson, agente de la Agencia Central de Inteligencia (CIA).. Josselson estuvo involucrado en las actividades del CCF hasta su renuncia en 1967, cuando se reveló el papel de la CIA en el CCF.

## Actividades (1950-1966)
El CCF llegó a tener oficinas en 35 países con decenas de empleados y publicaron en más de 20 revistas de prestigio. Organizó exhibiciones de arte, operó un servicio de noticias, organizó conferencias internacionales y entregó premios a músicos y artistas.
Entre 1950 y 1966 el Congreso patrocinó durante los años 1950 varias conferencias en Europa Occidental, México, Birmania, Japón, Nigeria y Vietnam del Sur. También organizó la primera Conferencia Asiática sobre Libertad de la Cultura en Bombay (India). Durante la primera mitad de los años 1960 expandió su alcance geográfico.
A principios de los años 1960 el CCF organizó una campaña contra el poeta chileno Pablo Neruda por su comunismo declarado. La campaña se intensificó con la nominación de Neruda al Premio Nobel de Literatura en 1964. No obstante, Neruda publicó en Mundo Nuevo, una publicación patrocinada por el CCF.

## Revelación del papel de la CIA (1966)
En abril de 1966 el periódico The New York Times publicó una serie de cinco artículos sobre el propósito y métodos de la Agencia Central de Inteligencia (CIA) de los Estados Unidos.
El tercer artículo detalló el uso de organizaciones tapadera y la transferencia secreta de fondos de la CIA hacia el Departamento de Estado y la Agencia de Información que «podrían ayudar a financiar investigaciones y publicaciones académicas, o que la agencia podría canalizar dinero de investigación a través de fundaciones, legítimas o tapaderas.» El New York Times citó, entre otros, la financiación de la CIA al Congreso por la Libertad de la Cultura, la revista Encounter, «varias editoriales americanas» y el Center for International Studies del Instituto Tecnológico de Massachusetts.
En 1967, las revistas estadounidenses Ramparts y The Saturday Evening Post informaron sobre la financiación de la CIA a varias organizaciones culturales anticomunistas dirigidas a ganar apoyo de progresistas simpatizantes de la Unión Soviética. A esta información daba credibilidad una declaración de un anterior director de operaciones encubiertas de la CIA admitiendo que la CIA financió y gestionó el CCF. La página web de la CIA afirma que el «Congreso por la Libertad de la Cultura es ampliamente considerado como una de las operaciones encubiertas de la CIA más atrevidas y efectivas de la Guerra Fría.
En mayo del mismo año Thomas Braden, jefe de la división de la CIA a cargo del CCF, respondió a la información de Ramparts en un artículo titulado «Me alegro de que la CIA sea 'inmoral'» defendiendo las actividades de su unidad en la CIA. Braden admitió que, durante más de diez años, la CIA financió la revista Encounter a través del CCF y que en el equipo de la revista se encontraba un agente de la agencia.